# Saison 1968-1969 des Bulls de Chicago
La saison 1968-1969 des Bulls de Chicago est la 3e saison du club de basket-ball de la franchise américaine de la National Basketball Association (généralement désignée par le sigle NBA).

## Draft
| Tour | Choix | Joueur         | Poste | Nationalité | Provenance   |
| ---- | ----- | -------------- | ----- | ----------- | ------------ |
| 1    | 4     | Tom Boerwinkle | C     | États-Unis  | Tennessee    |
| 2    | 17    | Loy Petersen   | G     | États-Unis  | Oregon State |
| 2    | 19    | Ron Dunlap     | C     | États-Unis  | Illinois     |

## Classement de la saison régulière
| Division Ouest            | V  | D  | PCT  | GB |
| ------------------------- | -- | -- | ---- | -- |
| Lakers de Los Angeles     | 55 | 27 | 67.1 | -  |
| Hawks d'Atlanta           | 48 | 34 | 58.5 | 7  |
| Warriors de San Francisco | 41 | 41 | 50.0 | 14 |
| Rockets de San Diego      | 37 | 45 | 45.1 | 18 |
| Bulls de Chicago          | 33 | 49 | 40.2 | 22 |
| SuperSonics de Seattle    | 30 | 52 | 36.6 | 25 |
| Suns de Phoenix           | 16 | 66 | 19.5 | 39 |

## Effectif
| Effectif des Bulls de Chicago 1968-1969 |
| --- |
| 4 Jerry Sloan • 5 Flynn Robinson • 6 Erwin Mueller • 7 Jim Washington • 8 Bob Weiss • 9 Ken Wilburn • 10 Bob Love • 11 Clem Haskins • 12 Dave Newmark • 14 Jim Barnes • 15 Loy Petersen • 16 Barry Clemens • 18 Tom Boerwinkle • 19 Bob BoozerEntraîneur : Dick Motta |

## Statistiques

### Saison régulière
| Joueur         | Matchs | Min./m. | % Tir | % LF | Rbds/m. | Pass/m. | Pts/m. |
| -------------- | ------ | ------- | ----- | ---- | ------- | ------- | ------ |
| Jim Barnes     | 10     | 11.1    | .390  | .526 | 3.0     | 0.1     | 5.6    |
| Tom Boerwinkle | 80     | 29.6    | .383  | .653 | 11.1    | 2.2     | 9.8    |
| Bob Boozer     | 79     | 36.4    | .481  | .806 | 7.8     | 2.0     | 21.7   |
| Barry Clemens  | 75     | 19.3    | .374  | .656 | 4.2     | 1.7     | 7.4    |
| Clem Haskins   | 79     | 36.4    | .421  | .781 | 4.5     | 3.9     | 17.2   |
| Bob Love       | 35     | 9.0     | .416  | .724 | 2.5     | 0.4     | 5.1    |
| Erwin Mueller  | 52     | 16.8    | .335  | .511 | 3.7     | 2.4     | 3.8    |
| Dave Newmark   | 81     | 14.3    | .389  | .619 | 4.3     | 0.7     | 5.6    |
| Loy Petersen   | 38     | 7.9     | .404  | .704 | 1.1     | 0.7     | 2.8    |
| Flynn Robinson | 18     | 30.6    | .423  | .833 | 3.8     | 3.2     | 19.1   |
| Jerry Sloan    | 78     | 37.7    | .417  | .745 | 7.9     | 3.5     | 16.8   |
| Jim Washington | 80     | 33.8    | .430  | .677 | 10.6    | 1.3     | 14.0   |
| Bob Weiss      | 62     | 19.9    | .397  | .802 | 2.2     | 2.8     | 6.6    |
| Ken Wilburn    | 4      | 3.5     | .375  | .250 | 0.8     | 0.3     | 1.8    |

## Récompenses
- Jerry Sloan, NBA All-Defensive First Team
- Jerry Sloan, NBA All-Star Game